# Hongji Commercial Centre 1
Le Hongji Commercial Centre 1 est un gratte-ciel de 210 mètres construit en 1999 à Tianjin en Chine.